# Ted DiBiase, Jr.
Cet article concerne Ted DiBiase, Jr.. Pour son père, voir Ted DiBiase, Sr..
Theodore Marvin DiBiase Jr., plus simplement connu en tant que Ted DiBiase, Jr. (né le 8 novembre 1982 à Baton Rouge, Louisiane), est un catcheur et un acteur américain. Il est essentiellement connu pour son travail à la World Wrestling Entertainment (WWE).
Petit-fils de Mike DiBiase et fils de Ted DiBiase, Sr. il décide de suivre la même carrière que son père après ses études. Il commence sa carrière à la World League Wrestling en 2006 avant de partir au Japon à la Pro Wrestling NOAH.
Un an après ses débuts, il signe un contrat avec la WWE. Il reste un an à la Florida Championship Wrestling (FCW) pour parfaire sa formation de catcheur avant de travailler dans les émissions principales de la WWE à l'été 2008. Il s'y fait connaitre comme équipier de  Cody Rhodes entre 2008 et 2010, avec qui il forme l'équipe Priceless. Ensemble, ils ont été deux fois champions du monde par équipes de la WWE. L'équipe est également membre du clan The Legacy, qu'ils forment avec Randy Orton comme leader jusqu'en 2010.
Après la dissolution du clan, son père lui remet la ceinture de champion à un million de dollar et a Maryse comme valet. Après la fin de leur association, il lutte seul et quitte petit à petit le devant de la scène jusqu'à son départ en 2013. Il effectue trois combats à la Family Wrestling Entertainment fin 2013 avant d'arrêter sa carrière.

## Jeunesse
DiBiase grandit à Clinton dans une famille où son père Ted Sr. cloisonne sa vie familiale et sa vie de catcheur. Après le lycée, Ted, Jr. étudie au Mississippi College où il fait partie de l'équipe de football américain et obtient un diplôme en management .

## Carrière

### Débuts (2006-2007)
DiBiase et son frère aîné, Mike DiBiase II, s'entraînent pour devenir catcheur auprès d'Harley Race à l'école de la World League Wrestling et font leurs premier combat en juillet 2006. Grâce aux relations de Race, il part en tournée au Japon au sein de la Pro Wrestling NOAH début 2007.

### World Wrestling Entrainement (2007-2013)

#### Florida Championship Wrestling (2007-2008)
Le 24 juillet 2007, la World Wrestling Entertainment (WWE) annonce que DiBiase, Jr. vient de signer un contrat comme catcheur avec cette entreprise. La WWE l'envoie à la Florida Championship Wrestling (FCW), le club-école de la WWE, pour parfaire sa formation. Il est brièvement membre de la Next Generation Hart Foundation avec Harry Smith, T.J. Wilson, Teddy Hart et Nattie Neidhart. Le 18 décembre, il bat T.J. Wilson et devient champion poids-lourds du Sud de la FCW mais son règne prend fin le lendemain à cause d'une blessure.

#### Priceless et The Legacy (2008-2010)

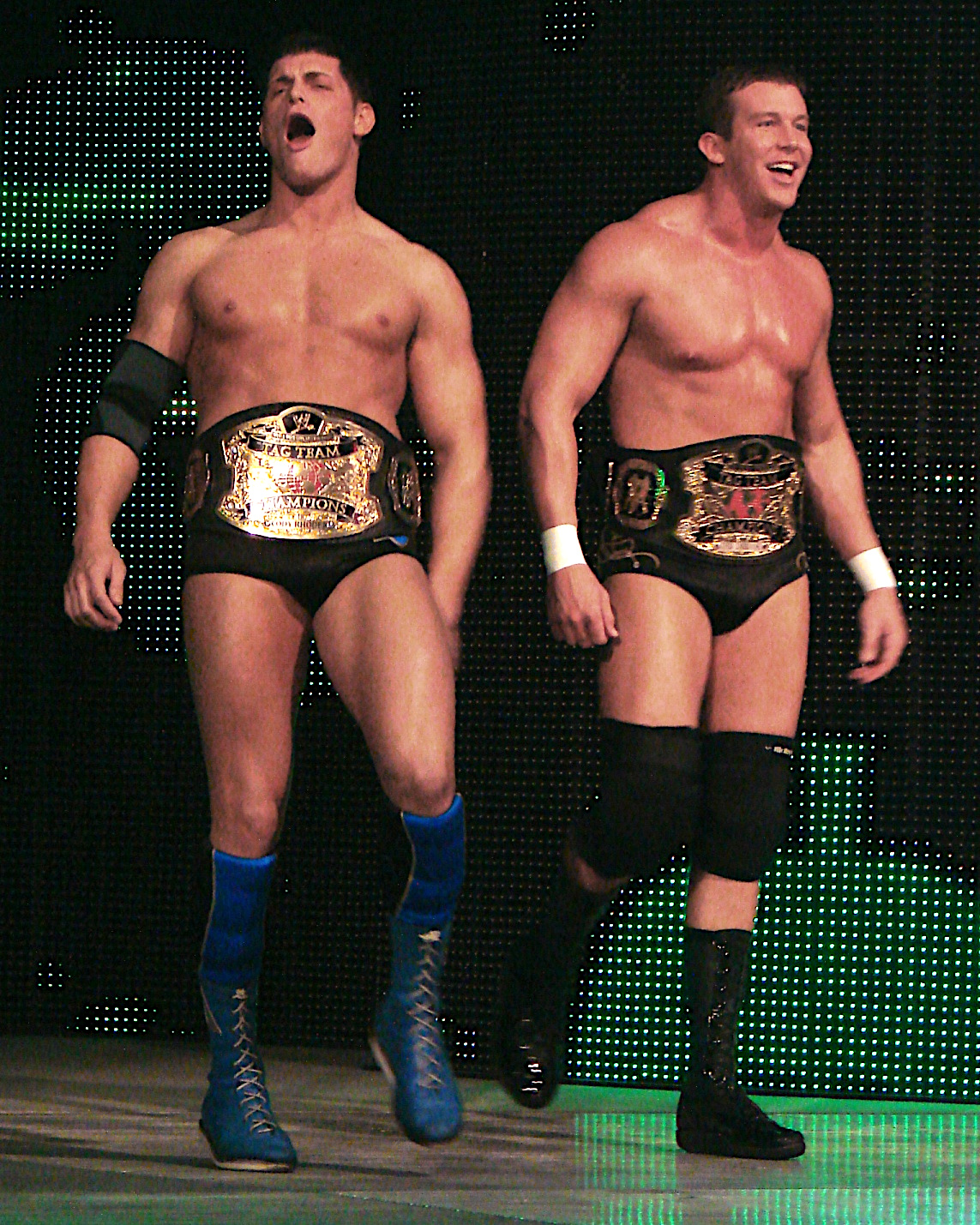
Cody Rhodes et Ted DiBiase en tant que champions du monde par équipes de la WWE, formant l'équipe Priceless.

Ted DiBiase apparaît pour la première fois dans une des émissions principales de la WWE le 26 mai 2008 durant Raw, où il montre son intention de devenir un champion comme son père, Ted DiBiase, Sr., et défie les champions du Monde par équipes Hardcore Holly et Cody Rhodes.
Le 29 juin à Night of Champions, il gagne les titres par équipes avec Cody Rhodes, qui a trahi Hardcore Holly.
Le 4 août à RAW, ils perdent leurs titres face à Batista et John Cena avant de les regagner la semaine suivante, après que ces derniers se sont disputés. Lors d'Unforgiven, ils conservent leurs ceintures contre la Cryme Tyme, avant de les perdre le mois suivant lors du RAW du 27 octobre contre CM Punk et Kofi Kingston.
Début 2009, DiBiase forme une alliance avec Randy Orton et Cody Rhodes, formant avec eux le clan The Legacy. 

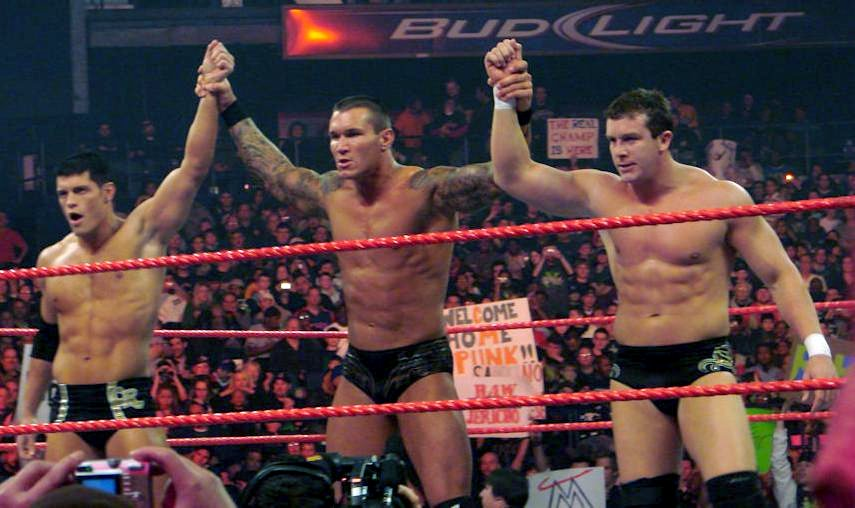
Ted DiBiase (à droite) au sein de The Legacy avec Randy Orton (au milieu) et Cody Rhodes (à gauche).

Il perd au Royal Rumble avec ses compagnons au profit de Randy Orton. Lors de Backlash, The Legacy battent Triple H, Shane McMahon et Batista pour que Randy Orton deviennent WWE Champion.
Lors de The Bash, lui et Rhodes perdent face aux Colóns (Carlito & Primo) et à Chris Jericho et Edge dans un match pour les titres par équipes au profit de ces derniers. Lors de Night of Champions, lui et Rhodes perdent contre Chris Jericho et Big Show pour les Unified Tag Team Championship.
DiBiase et Rhodes se lance ensuite dans une rivalité avec Triple H et Shawn Michaels. Ils perdent à SummerSlam face à ces derniers, avant de gagner à Breaking Point, puis de perdre à nouveau contre eux lors de Hell in a Cell dans un Hell in a Cell Match.
Le 21 février 2010 à Elimination Chamber, il participe à l'Elimination Chamber match pour le WWE Championship, où il élimine Randy Orton, grâce à l'aide de Cody Rhodes qui est venu lui donner une barre de fer. Le match sera finalement remporté par John Cena, qui conservera son titre. Le lendemain, alors qu'il affronte Evan Bourne, Kofi Kingston et Yoshi Tatsu avec la Legacy, Randy Orton l'attaque à lui et à Cody Rhodes.
Après cela, Randy Orton fait un Face Turn et entre en rivalité avec ses désormais ex-partenaires, rivalité qui se conclut à WrestleMania XXVI dans un Triple Threat Match, qui sera remporté par Orton.

#### The Million Dollar Couple (2010-2011)

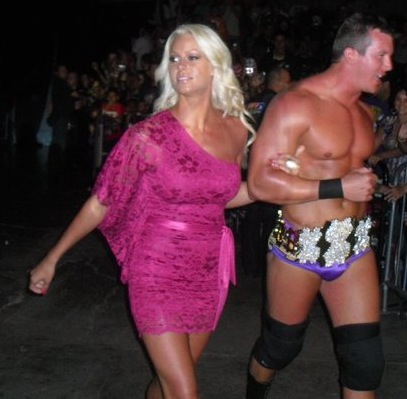
The Million Dollar Couple

Après la dissolution de la Legacy, DiBiase fait une alliance avec Maryse, et s'affiche avec le Million Dollar Championship en annonçant que son père le lui a donné.
Lors d'Over the Limit, il perd contre R-Truth.
Lors du Raw du 12 juillet, il a présenté le "Million Dollar Couple", composé de lui-même et de Maryse.
Lors de Money in the Bank, il ne remporte pas la mallette du Money in the Bank Ladder match, gagnée par The Miz.
Lors de Bragging Rights, il bat Goldust.
Lors des Survivor Series, il perd face à Daniel Bryan.
Lors de TLC, il perd de nouveau face à Bryan dans un match simple.
Il devient le pro de Brodus Clay à NXT, avant que ce dernier ne rejoigne Alberto Del Rio.
Début 2011, il participe au Royal Rumble Match du Royal Rumble, qui est remporté par Del Rio. Lors du match, il élimine William Regal et se fait éliminer par Michael McGillicutty et Husky Harris.

#### Diverses rivalités et départ (2011-2013)

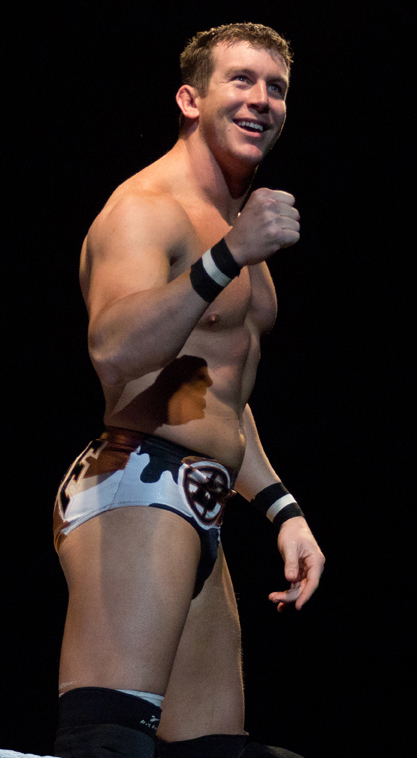
Ted DiBiase en 2012.

Lors du draft supplémentaire, il est drafté vers SmackDown.
Le 13 mai, il retrouve Cody Rhodes et perd son match contre lui. La semaine suivante, il s'allie à nouveau avec Cody Rhodes pour reformer Priceless.
Le 26 août à SmackDown, il perd contre Randy Orton. Après le match, Cody Rhodes, énervé, lui porta son Cross Rhodes et marque la fin des Priceless. Lors du SmackDown du 16 septembre, il attaque Cody Rhodes et lui porte son Dream Street, il effectue donc un Face Turn pour la première fois de sa carrière à la WWE. Il perd contre Cody Rhodes à Night of Champions pour le titre Intercontinental.
Durant les mois suivants, il combat divers adversaires dans les différentes divisions.
Le 16 septembre 2012, il participe à la bataille royale du pré-show de Night Of Champions, mais ne la remporte pas.
En décembre, DiBiase a subi une blessure au doigt.
Il effectue son retour à WWE Superstars du 10 mai 2013 en battant Michael McGillicutty.
Après un mois d'absence à la télévision, DiBiase est apparu le 10 juin à l'épisode de Raw.
Le 26 août 2013, DiBiase a annoncé via son compte Twitter et son compte YouTube qu'il avait décidé de ne pas renouveler son contrat avec la WWE et qu'il quittait l'entreprise. Son contrat a pris fin le 1er septembre 2013.

### Family Wrestling Entertainment (2013-2017)
Le 17 septembre, la Family Wrestling Entertainment annonce que DiBiase va affronter Colt Cabana au premier tour du tournoi Openweight Grand Prix le 12 octobre où il se qualifie pour le second tour de ce tournoi puis le 7 décembre,. Durant la phase finale de ce tournoi, il atteint la demi-finale en payant Matt Morgan pour le vaincre par décompte à l'extérieur avant d'être éliminé par John Hennigan.

### Pro Wrestling Ego (2016-2017)
Le 3 décembre 2016, lors de l'évènement EGO The Last Call, il fait équipe avec Fuego Del Sol et Mike Carter pour battre Calvin Rose, Joey Abel et Monty Warbucks. Le 2 juin 2017, lors de l'évènement EGO WarriorMania, il remporte la Warrior Battle Royale.

## Palmarès
- Florida Championship Wrestling (FCW)
  - 1 fois champion poids-lourds du Sud de la FCW[5]
- Fusion Pro Wrestling (FPW)
  - 1 fois champion par équipes de la FPW avec Mike DiBiase[1]
- World Wrestling Entertainment (WWE)
  - 1 fois champion Million Dollar (titre non officiel)
  - 2 fois World Tag Team Champion avec Cody Rhodes[25],[26]

## Récompenses des magazines
- Pro Wrestling Illustrated

| Année | 2007 | 2008 | 2009 | 2010 | 2011 | 2012 | 2013 |
| ----- | ---- | ---- | ---- | ---- | ---- | ---- | ---- |
| Rang  | 470  | 187  | 44   | 34   | 68   | 186  | 155  |

## Vie privée
Le 30 octobre 2008, il se marie avec sa petite amie du lycée Kristin Tynes. Ils ont un fils, Tate McKinley né le 15 mai 2012.

## Filmographie
- 2009 : The Marine 2 : Joe Linwood (Ce film est officiellement la suite de The Marine bien que les deux histoires soient totalement distinctes et les personnages complètement différents[29])